# Кейт Йео
Кейт Йео (нар. 2001) — молода кліматична активістка з Сінгапуру.

## Активізм

### Клімат
У 2018 році Кейт розпочала кампанію BYO Bottle SG, щоб виступити проти одноразового пластику в Сінгапурі. Ініціатива працювала з 231 кіоском з напоями та охопила близько 10 000 людей. Вона також отримала 2-у премію на Міжнародному конкурсі есе для молоді Goi Peace Foundation за своє есе під назвою «Битва з пластиковим забрудненням».
Вона була однією з організаторів кліматичних страйків We The Planet до Дня Землі 2020 року. Потім вона стала співзасновницею Re-Earth Initiative, міжнародної молодіжної неурядової організації, яка прагне зробити кліматичний рух більш доступним для всіх. Вона також допомогла організувати віртуальну молодіжну екологічну асамблею, організовану молодіжним округом Програми ООН з навколишнього середовища.
У квітні 2021 року вона була членом дискусії на саміті Othering & Belonging Summit разом із письменницею та кліматичною активісткою Наомі Кляйн та іншими молодіжними прихильниками Токата Ірон Єас, Сі Бастіда та Самія Дамбуя.
Кейт активно висловлювалася про необхідність більш активного залучення молоді Південно-Східної Азії до руху за клімат.

### Ініціатива COVID-19
Під час пандемії Кейт розпочала ініціативу з підтримки місцевих торговців у Сінгапурі. Її сім'я закуповувала гуртом їжу та напої, які роздавали мешканцям на вулиці.